# Senecio mabberleyi
Senecio mabberleyi là một loài thực vật có hoa trong họ Cúc. Loài này được C.Jeffrey miêu tả khoa học đầu tiên năm 1986.